# Nephepeltia flavifrons
Nephepeltia flavifrons – gatunek ważki z rodziny ważkowatych (Libellulidae). Występuje w Ameryce Północnej i Południowej – stwierdzany od Meksyku (stany Veracruz i Tabasco) po prowincję Buenos Aires w Argentynie.